# سپانوو
سپانوو (به لاتین: Spáňov) یک منطقهٔ مسکونی در جمهوری چک است که در ناحیه دوماژلیتسه واقع شده‌است. سپانوو ۳٫۲۷ کیلومتر مربع مساحت و ۱۹۹ نفر جمعیت دارد و ۴۳۵ متر بالاتر از سطح دریا واقع شده‌است.